# Секс, наркотики і рок-н-рол
«Секс, наркотики і рок-н-рол» (англ. Sex&Drugs&Rock&Roll) — американський комедійний телесеріал, створений Денісом Лірі з ним же в головній ролі. Прем'єра першого сезону, який складається з 10 серій, відбулась 16 липня 2015 року на каналі FX

## Сюжет
Сюжет серіалу розповідає про рок-н-рольщика середнього віку, який відчайдушно хоче бути багатим і знаменитим, але досі йому не вдалося ні одне, ні інше.

## У ролях
- Деніс Лірі[3]
- Джон Корбетт
- Елізабет Гілліс[3]
- Боббі Келлі
- Елейн Гендрікс[4]